# Kristina Ikić Baniček
Kristina Ikić Baniček (Sisak, 22. rujna 1975.) hrvatska je političarka i bivša gradonačelnica grada Siska u tri mandata. Prvi mandat osvojila je u koaliciji koju je predvodila SDP – HNS – HSU, dok je drugi mandat izborila 4. lipnja na Dan Grada Siska u koaliciji SDP – Hrvatski laburisti – HSS Braća Radić. U drugom krugu pobijedila je HDZ-ovog kandidata Franju Šabana s preko 2500 glasova. Svoj treći uzastopni mandat osvaja na lokalnim izborima 2021. godine kada u drugom krugu pobjeđuje državnu tajnicu Željku Josić (HDZ). Živi u Sisku i članica je Socijaldemokratske partije Hrvatske u kojoj obnaša funkciju članice predsjedništva na nacionalnoj razini. Predsjednica je gradskog ogranka SDP-a Sisak i županijske organizacije SDP SMŽ.

## Životopis
Rođena je 22. rujna 1975. u Sisku gdje je završila osnovnu školu i gimnaziju. Na Hrvatskim studijima Sveučilišta u Zagrebu diplomirala je kroatologiju i sociologiju. Od 2002. godine radi u Hrvatskom centru za razminiranje kao savjetnica za fondove Europske unije.
U SDP je pristupila 1998. godine preko Foruma mladih SDP-a, a od 1999. sudjeluje u radu sisačke organizacije SDP-a.
Od 2001. do 2005. bila je vijećnica u Županijskoj skupštini Sisačko-moslavačke županije, a od 2005. u dva je mandata bila izabrana za vijećnicu u Gradskom vijeću Siska. U drugom mandatu bila je i predsjednica Kluba vijećnika SDP-a.
Za predsjednicu sisačke Gradske organizacije SDP-a izabrana je 30. siječnja 2010.
Na lokalnim izborima 2013. godine kandidarala se za gradonačelnicu kao kandidat SDP-a, HNS-a i HSU-a, te je, prema privremenim rezultatima Državnog izbornog povjerenstva u prvom krugu osvojila 36,91 % glasova, dok je ispred nje bio dotadašnji gradonačelnik Siska Dinko Pintarić s 40,08 % glasova. U drugom je izbornom krugu pobijedila s 51,12 % glasova ispred Dinka Pintarića koji je osvojio 46,10 % glasova.
Od 28. prosinca 2015. godine do 30. siječnja 2016. godine bila je zamjenica Borisa Lalovca u osmom sazivu Hrvatskog sabora.
Na lokalnim izborima 2017. godine osvojila je 4. lipnja drugi mandat nakon što je u drugom krugu izbora pobijedila HDZ-ovog kandidata za gradonačelnika Franju Šabana s 55,8 % osvojenih glasova nasuprot 41,72 % koliko je osvojio Šaban. U prvom krugu održanom 21. svibnja 2017. Kristina Ikić Baniček je osvojila 46,06 % glasova, Franjo Šaban 30,15 %, a od ostalih sedmero kandidata niti jedan nije osvojio niti 5 % potpore birača.
Nakon pobjede na lokalnim izborima 2021. godine postala je po treći uzastopni put gradonačelnica Siska. Godine 2024. izabrana je u 11. saziv Hrvatskog sabora na listi Rijeka pravde.
Na lokalnim izborima 2025. godine gubi od HDZ-ovog kandidata Domagoja Orlića u prvom krugu glasovanja sa 4185 glasova.